# آینه سیاه
آینه سیاه (به انگلیسی: The Black Mirror) یک بازی ویدئویی اشاره و کلیک در سبک ماجراجویی ترسناک است که توسط شرکت فیوچر گیمز توسعه یافته و از طرف ادونچر کمپانی ارائه شده‌است. آینه سیاه یک بازی فکری ماجراجویی می‌باشد در نمای دوبعدی که دارای ۱۵۰ لوکیشن و ۵ ساعت دیالوگ می‌باشد. دو دنباله با عنوان‌های آینه سیاه ۲ و آینه سیاه ۳ نیز در ادامه ارائه شدند. یک نسخه بازراه‌اندازی شده نیز به همین نام در تاریخ ۲۸ نوامبر ۲۰۱۷ منتشر شده‌است.

## داستان
داستان بازی از جایی آغاز می‌شود که بزرگ خانواده گوردون‌ها (ویلیام گوردون) بر اثر یک حادثه (سقوط مرموز از پنجرهٔ اتاقش در بالاترین قسمت قلعه) جان خود را از دست می‌دهد و ساموئل گوردون که جوان‌ترین عضو خانواده است و نوه گوردون بزرگ محسوب می‌شود به خانه‌ای که سال‌ها بود آن را ترک کرده بود باز می‌گردد (خانه‌ای که خاطرات تلخی برای او از گذشته دارد).
همه مرگ گوردون را خودکشی می‌دانند ولی بازیکن که در نقش ساموئل گوردون است، مرگ او را مشکوک می‌داند و باید داستان دنبال شود که در هر روز یک جنازه جدید پیدا می‌شود تا روز ششم (فصل ششم) که بازی به پایان خود خواهد رسید. بازی از مناطق مختلفی تشکیل شده‌است و در هر فصل می‌توان از مناطق جدیدی دیدن کرد.

## ویژگی‌های ساخت بازی
آینه سیاه در مجموع یکی از بهترین بازی‌های این سبک محسوب می‌شد. گرافیک آن باعث می‌شود بازیکن به فضای تاریک و خفه‌ای کشیده شود که روح داستان را القا می‌کند. موسیقی این بازی که روی آن بسیار کار شده و باعث می‌شود بازیکن بیشتر و بیشتر به بازی نزدیک شود. داستان که اصلی‌ترین قسمت این بازی به شمار می‌رود و بسیار خوب روی آن کار شده، هر چند که در انتها داستان کمی غم انگیز تمام می‌شود، ولی در نوع خود بی‌نظیر است و در نهایت مجموعه قسمت‌های فکری آن می‌باشد که جذاب و عالی ایجاد شده‌اند. در تعدای از قسمت‌های بازی هم نحوه مکالمه به دو صورت راضی و ناراضی به عهده بازیکن گذاشته شده‌است.